# Estación de Herisau
La estación de Herisau es una estación ferroviaria de la comuna suiza de Herisau, en el Cantón de Appenzell Rodas Exteriores.

## Historia y situación

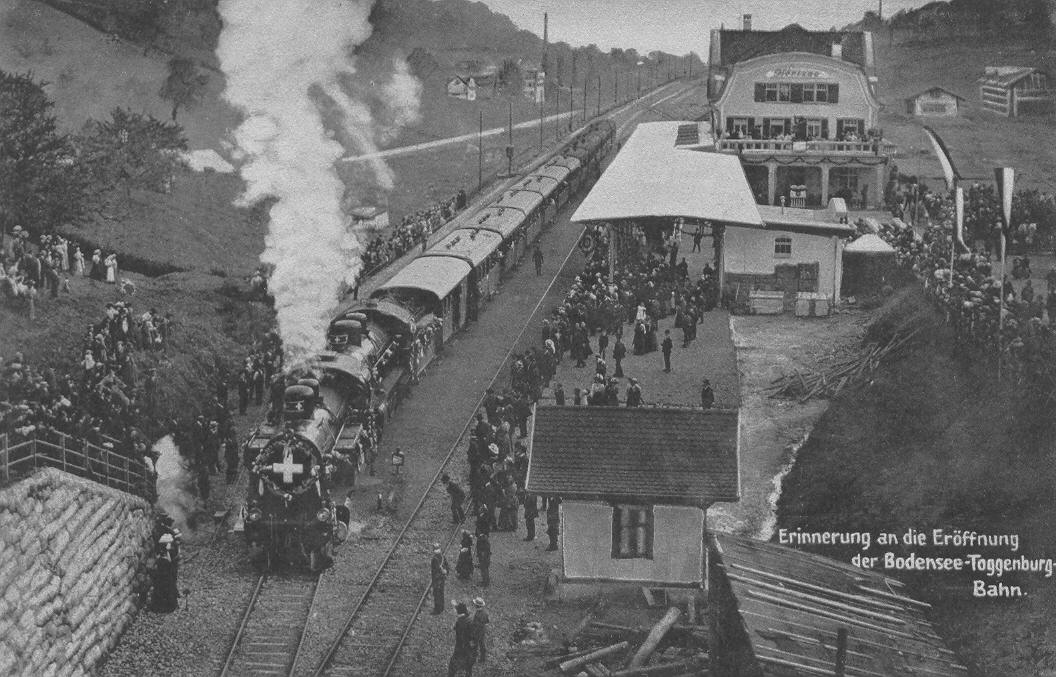
Inauguración de la estación de Herisau en 1910

La estación de Herisau fue abierta en el año 1910 con la inauguración del tramo San Galo - Constanza de la línea Bodensee-Toggenburg-Bahn Romanshorn - Nesslau-Neu St. Johann por parte de la compañía homónima Bodensee-Toggenburg-Bahn (BT). En 1913 se puso en servicio el tramo Gossau - Herisau de la línea de vía métrica Gossau - Appenzell - Wasserauen del Appenzeller Bahn (AB), que en 1988 pasaría a denominarse Appenzeller Bahnen al fusionarse con Elektrische Bahn St. Gallen–Gais–Appenzell (SGA). BT se fusionó con SüdOstBahn (SOB) en 2001 para crear el 'nuevo' SOB. En 2006 se refundó Appenzeller Bahnen (AB) al sumarse las compañías Trogenerbahn (TB), Rorschach-Heiden-Bergbahn (RHB) y Bergbahn Rheineck-Walzenhausen (RhW). Appenzeller Bahnen tiene su sede central en Herisau.
La estación se encuentra ubicada en el norte del centro urbano de Herisau. Consta de dos andenes en la zona de SOB, uno central y otro lateral a los que acceden tres vías pasantes, a las que hay que sumar otra vía pasante más, varias vías toperas, y en el este de la estación una pequeña playa de vías y unos talleres. En la zona de AB, existen tres andenes, dos centrales y uno lateral a los que acceden dos vías pasantes y a las que hay que sumar varias vías toperas y un pequeño depósito.
La estación está situada en términos ferroviarios en la línea Romanshorn - Nesslau-Neu St. Johann (SOB) y en la línea Gossau - Appenzell - Wasserauen de AB. Sus dependencias ferroviarias colaterales son la estación de Gübsensee hacia Romanshorn, la estación de Schachen en dirección Nesslau-Neu St. Johann, la estación de Gossau, inicio de la línea y la estación de Wilen hacia Wasserauen.

## Servicios ferroviarios
Los servicios son prestados por AB (Appenzeller Bahnen) y por SOB (SüdOstBahn):

### Larga distancia
- IR Voralpen Romanshorn - Neukirch-Egnach - Muolen - Häggenschwil-Winden - Roggwil-Berg - Wittenbach - San Galo St. Fiden - San Galo - Herisau - Degersheim - Wattwil - Uznach - Schmerikon - Rapperswil - Pfäffikon - Wollerau - Biberbrugg - Arth-Goldau - Küssnacht am Rigi - Meggen Zentrum - Lucerna Verkehrshaus - Lucerna. Servicios cada hora. Operado por SOB.

### Regionales
- R Gossau - Herisau - Appenzell - Wasserauen. Trenes cada media hora a Gossau y cada hora a Appenzell/Wasserauen. Operado por Appenzeller Bahnen.

### S-Bahn San Galo
En la estación efectúan parada los trenes de cercanías de cuatro líneas de la red S-Bahn San Galo:
- S 2 (Wattwil) – Herisau – San Galo – Rorschach - St. Margrethen – Heerbrugg
- S 3 Schaffhausen - Stein am Rhein - Kreuzlingen – Romanshorn - Wittenbach – San Galo – San Galo Haggen
- S 4 San Galo – Herisau – Wattwil – Uznach
- S 6 San Galo - San Galo Haggen. Algunos servicios puntuales inician su trayecto en Herisau.